# Подлесье (Золочевский район)
Подлесье (укр. Підлисся) — село в Золочевской городской общине Золочевского района Львовской области Украины.
Население по переписи 2001 года составляло 338 человек. Занимает площадь 0,948 км². Почтовый индекс — 80710. Телефонный код — 032 65.

## Известные уроженцы
- Шашкевич, Маркиан Семёнович (1811—1843) — украинский общественный деятель, просветитель — демократ, фольклорист, публицист и писатель, священник.